# العلاقات الأسترالية التنزانية
العلاقات الأسترالية التنزانية هي العلاقات الثنائية التي تجمع بين أستراليا وتنزانيا.

## مقارنة بين البلدين
هذه مقارنة عامة ومرجعية للدولتين:
| وجه المقارنة                                              | أستراليا                                   | تنزانيا                        |
| --------------------------------------------------------- | ------------------------------------------ | ------------------------------ |
| المساحة (كم2)                                             | 7.69 مليون                                 | 947.30 ألف                     |
| عدد السكان (نسمة)                                         | 24.51 مليون                                | 57.31 مليون                    |
| الكثافة السكانية (ن./كم²)                                 | 3.19                                       | 60.5                           |
| العاصمة                                                   | كانبرا، ملبورن                             | دودوما                         |
| اللغة الرسمية                                             | لغة إنجليزية                               | اللغة السواحلية، لغة إنجليزية  |
| العملة                                                    | دولار أسترالي، جنيه إسترليني، جنيه أسترالي | شيلينغ تانزاني                 |
| الناتج المحلي الإجمالي (بليون دولار)                      | 1.32 تريليون                               | 52.09 مليار                    |
| الناتج المحلي الإجمالي (تعادل القوة الشرائية) بليون دولار | 1.10 تريليون                               | 138.73 مليار                   |
| الناتج المحلي الإجمالي الاسمي للفرد دولار أمريكي          | 56.31 ألف                                  | 878                            |
| الناتج المحلي الإجمالي للفرد دولار أمريكي                 | 45.92 ألف                                  | 2.54 ألف                       |
| مؤشر التنمية البشرية                                      | 0.939                                      | 0.521                          |
| رمز المكالمات الدولي                                      | +61                                        | +255                           |
| رمز الإنترنت                                              | .au                                        | .tz                            |
| المنطقة الزمنية                                           |                                            | ت ع م+03:00، توقيت شرق أفريقيا |

## منظمات دولية مشتركة
يشترك البلدان في عضوية مجموعة من المنظمات الدولية، منها:
| علم المنظمة | اسم المنظمة                               | تاريخ انضمام أستراليا | تاريخ انضمام تنزانيا |
| ----------- | ----------------------------------------- | --------------------- | -------------------- |
|             | الاتحاد البريدي العالمي                   | ?                     | ?                    |
|             | يونسكو                                    | 4 نوفمبر 1946         | 6 مارس 1962          |
|             | البنك الدولي للإنشاء والتعمير             | 5 أغسطس 1947          | 10 سبتمبر 1962       |
|             | منظمة التجارة العالمية                    | ?                     | 1995                 |
|             | وكالة ضمان الاستثمار متعدد الأطراف        | 10 فبراير 1999        | 19 يونيو 1992        |
|             | دول الكومنولث                             | ?                     | 9 ديسمبر 1961        |
|             | الاتحاد الدولي للاتصالات                  | 27 مايو 1878          | 31 أكتوبر 1962       |
|             | منظمة الشرطة الجنائية الدولية             | ?                     | ?                    |
|             | مؤسسة التمويل الدولية                     | 20 يوليو 1956         | 10 سبتمبر 1962       |
|             | الأمم المتحدة                             | 1 نوفمبر 1945         | 14 ديسمبر 1961       |
|             | مؤسسة التنمية الدولية                     | 24 سبتمبر 1960        | 6 نوفمبر 1962        |
|             | منظمة حظر الأسلحة الكيميائية              | ?                     | ?                    |
|             | المركز الدولي لتسوية المنازعات الاستشارية | 1 يونيو 1991          | 17 يونيو 1992        |

## وصلات خارجية
- موقع وزارة الخارجية الأسترالية
- موقع وزارة الخارجية التنزانية